# Murski Petrovci
Murski Petrovci – wieś w Słowenii, w gminie Tišina. W 2018 roku liczyła 109 mieszkańców.